# Врхлаб
Врхлаб је био неутврђени дворац краља Милутина (1282—1321) који се налазио код извора реке Лаб, на Копаонику код села Беласице, недалеко од Куршумлије. Први пут се помиње 14. 09. 1302. године када је у њему закључен мир између Дубровачке републике и краља Србије. Једини облик заштите дворца био је двоспратни донжон. Поред остатака донжона, данас се на том простору уочавају и остаци већег броја грађевина.

## Изглед донжона
Донжон у Врхлабу има два спрата и приземље, са засведеним улазом смештеним на другом спрату коме се прилази дрвеним степеницама које се лако могу уклонити у случају опасности. Висина сваког спрата је 2.2—2.4 m, док се дебљина зидова креће од 1,55 m у приземљу, преко 1,2 m на првом спрату до 0,9 m на другом спрату.
У изградњи куле је коришћен лако ломљиви серпентин који је слаган тако да редови камених цигала формирају водоравне редове, док је као везивно средство коришћен чврст малтер који са каменим циглама ствара постојан грађевински материјал. О томе да циљ градитеља није била само дефанзивна, него и естетска страна куле додатно говори и чињеница да су углови куле пажљиво и лепо изграђени, што је постигнуто употребом нешто дужег плочастог камења.
Приликом градње унутрашњег дела није толико вођено рачуна о правилном слагању камених цигала, али и он одаје утисак да се приликом градње имала у виду и естетска страна. Смањивање дебљине зидова је рађено са унутрашње стране, тако да се са сваким новим спратом добијао додатни простор у односу на претходни.
Кула поседује стрелнице и прозоре, док је улаз у њу смештен на другом спрату, близу западног угла куле. Његова ширина је око 0,6 m, док му је висина од 1.2 до 1,3 m са полукружним сводом при врху, какав се често виђа на утврдама из тог доба које су подизали српски владари.
Данас је од куле опстала само јужна страна до висине 7—8 m, док су преостале три четвртине куле практично зарушене.